# Blanchette Brunoy
Blanchette Brunoy, née Blanche Versal le 5 octobre 1915 à Paris 14e et morte le 4 avril 2005 à Manosque, est une actrice française.

## Biographie

### Famille
Blanchette Brunoy est la fille du peintre et dessinateur Henri Doucet et de sa compagne Camille Versal. Elle est née après la mort de son père au cours de la Première Guerre mondiale, tombé le 5 mars 1915 à Hooge. Sa mère épouse le docteur Marcel Bilhaud, qui la reconnaît, le 7 juillet 1922. Elle est la filleule de l’académien Georges Duhamel. Elle étudie au collège de Saint-Dié-des-Vosges.

### Formation
Après le Conservatoire de Paris où elle est l’élève d'André Brunot, elle est engagée par Paulette Pax au théâtre de l'Œuvre, où elle débute en 1935 dans Nationale 6 de Jean-Jacques Bernard. Puis Jean Cocteau lui offre un rôle dans les Chevaliers de la table ronde ; elle travaille ensuite avec les Pitoëff.

### Carrière artistique
Blanchette Brunoy débute au cinéma, dans les années 1930 et 1940, par des rôles d'ingénue. Elle est remarquée entre autres, dans : Claudine à l'école de Serge de Poligny (1938), deux adaptations de romans d’Émile Zola : La Bête humaine de Jean Renoir (1938) et Au Bonheur des Dames d'André Cayatte (1943) ; Goupi Mains Rouges de Jacques Becker (1943), La Marie du port de Marcel Carné (1950) et … Comme elle respire de Pierre Salvadori (1998), sa dernière apparition à l'écran. Elle continue aussi sa carrière sur scène et interprète notamment le Paysan parvenu d’Albert Husson, en 1973.

### Vie privée
En 1961, elle épouse l'acteur de cinéma d’origine rémoise Maurice Maillot. Elle a possédé la demeure de l'architecte Edmond Herbé, sise au 18, rue Léon-Mathieu à Reims, qu'elle a conservée jusqu'en 2000. Tous deux reposent au cimetière du Nord. Elle est titulaire de la croix de guerre 1939-1945.

## Filmographie

### Cinéma
- 1936 : Un mauvais garçon de Jean Boyer
- 1937 : La Peau d'un autre de René Pujol : Anne-Marie
- 1937 : Vous n'avez rien à déclarer ? de Léo Joannon : une girl
- 1937 : La Chaste Suzanne d'André Berthomieu : Jacqueline
- 1937 : Claudine à l'école de Serge de Poligny : Claudine
- 1938 : Le Voleur de femmes d'Abel Gance : Madeleine Barchevin
- 1938 : Jeannette Bourgogne de Jean Gourguet : Jeannette Bourgogne
- 1938 : Altitude 3 200 de Jean Benoît-Lévy : Magali
- 1938 : La Bête humaine de Jean Renoir : Flore
- 1939 : Quartier Latin d'Alexander Esway, Christian Chamborant et Pierre Colombier : Michèle
- 1939 : La Famille Duraton de Christian Stengel : Lisette Martin
- 1939 : Cavalcade d'amour de Raymond Bernard : Léonie de Maupré
- 1940 : Elles étaient douze femmes de Georges Lacombe : Geneviève
- 1940 : L'Empreinte du dieu de Léonide Moguy : Karelina
- 1941 : Le Briseur de chaînes ou Mamouret de Jacques Daniel-Norman : Marie-Jo
- 1942 : Dernière Aventure de Robert Péguy : Jeanne
- 1942 : Vie privée, de Walter Kapps : Sylvie
- 1942 : Le Grand Combat de Bernard Roland : Sylvette
- 1943 : Le Camion blanc de Léo Joannon
- 1943 : Goupi Mains Rouges de Jacques Becker : Antoinette Goupi, dite Goupi-Muguet
- 1943 : Au Bonheur des Dames d'André Cayatte : Denise Baudu
- 1943 : Ceux du rivage de Jacques Séverac : Marie-Louise Rocheteau
- 1944 : Le Voyageur sans bagage de Jean Anouilh : Valentine Renaud
- 1945 : Vingt-quatre Heures de perm' de Maurice Cloche : Yvonne
- 1945 : L'Invité de la onzième heure de Maurice Cloche : Antoinette Langeais
- 1945 : Les Cadets de l'océan de Jean Dréville : Marie
- 1946 : Raboliot de Jacques Daroy : Sandrine Fouques
- 1946 : Solita de Cordoue de Willy Rozier : Marie
- 1946 : L'Ogresse de Yvan Noé (film resté inachevé)
- 1947 : Le Café du Cadran de Jean Gehret : Louise Couturier
- 1947 : La Taverne du poisson couronné de René Chanas : Maria
- 1947 : Symphonie humaine - "L'altra" de Carlo Ludovico Bragaglia : Vera de Santis
- 1948 : Le Mannequin assassiné de Pierre de Hérain : Laure
- 1948 : Les souvenirs ne sont pas à vendre de Robert Hennion : Jeanne
- 1948 : Les Drames du Bois de Boulogne - court métrage - de Jacques Loew : uniquement une participation
- 1949 : La Maternelle d'Henri Diamant-Berger : Rose
- 1949 : L'Homme aux mains d'argile de Léon Mathot : Raymonde Cerdan
- 1949 : Vient de paraître de Jacques Houssin : Jacqueline Fournier
- 1949 : Vedettes en liberté - court métrage - de Jacques Guillon : participation
- 1950 : Désordre - court métrage - de Jacques Baratier : participation
- 1950 : Le Roi Pandore d'André Berthomieu : simple figuration à la fin du film dans le salon de maquillage
- 1950 : La Marie du port de Marcel Carné : Odile Le Flem
- 1951 : Traité de bave et d'éternité (film expérimental à partir d'archives) d'Isidore Isou : elle-même
- 1951 : Le Passage de Vénus de Maurice Gleize : Hortense Bicquois
- 1951 : Si ça vous chante de Jacques Loew
- 1952 : Coiffeur pour dames de Jean Boyer : Aline
- 1952 : Une enfant dans la tourmente de Jean Gourguet : Lily Ferronais
- 1952 : Le Secret d'une mère de Jean Gourguet : Françoise Gaudry
- 1953 : Le Petit Jacques de Robert Bibal : Marthe Rambert
- 1954 : Tourments de Jacques Daniel-Norman : Anne-Marie Duffot
- 1954 : Opération Tonnerre de Gérard Sandoz : Sonia Brévannes
- 1954 : La rafle est pour ce soir de Maurice Dekobra - dans le sketch : Le Papa de Simon : La Blanchotte
- 1956 : Le Circuit de minuit d'Yvan Govar : Louise Descamp
- 1959 : La Mère et l'Enfant - court métrage - de Jacques Demy : uniquement la voix
- 1960 : Le Baron de l'écluse de Jean Delannoy : Maria Vilandier
- 1960 : Il suffit d'aimer de Robert Darène : Mère Nathalie Portat
- 1963 : Les Veinards - Le Gros lot de Jack Pinoteau : Mme Beaurepaire
- 1963 : Bébert et l'Omnibus d'Yves Robert : Mme Martin
- 1964 : La Bonne Soupe de Robert Thomas : Angèle
- 1964 : Françoise ou la Vie conjugale d'André Cayatte - 1er volet du diptyque : Suzanne Aubry
- 1964 : Jean-Marc ou la Vie conjugale d'André Cayatte - 2e volet du diptyque : Suzanne Aubry
- 1964 : L'Enfer d'Henri-Georges Clouzot (film resté inachevé) : Clotilde
- 1985 : L'Amour en douce d'Édouard Molinaro : Mémé Odette
- 1993 : Roulez jeunesse ! de Jacques Fansten : Marie
- 1995 : Les Cent et Une Nuits de Simon Cinéma d'Agnès Varda - scènes coupées au montage
- 1998 : … Comme elle respire de Pierre Salvadori : Madeleine

### Télévision
- 1956 : La Famille Anodin de Marcel Bluwal (série télévisée) (6 épisodes) : Antonette Anodin
- 1960 : Les Cinq Dernières Minutes - épisode no 16 -  Dernier Cri  de Claude Loursais : Hermine Brielle
- 1961 : Les Cinq Dernières Minutes - épisode no 22 : L'Avoine et l'oseille de Claude Loursais : Madeleine Savy
- 1965 : Le Théâtre de la jeunesse, Sans famille de Yannick Andréi : Mme Milligan
- 1967 : Les Sept de l’escalier 15
- 1967 : Salle n° 8 de Robert Guez et Jean Dewever : Antoinette Groppard (ép. 11, 13, 14, 15)
- 1974 : Un curé de choc (26 épisodes de 13 minutes) de Philippe Arnal
- 1978 : Les Eygletière, mini-série TV, d'après le roman d'Henri Troyat : Madeleine dite Madou
- 1992 - 1994 : Julie Lescaut - 5 épisodes : Madeleine
- 1994 : La Corruptrice, téléfilm de Bernard Stora d'après un roman de Guy des Cars : Clémentine

## Théâtre
- 1937 : Les Chevaliers de la Table ronde de Jean Cocteau, mise en scène Jean Cocteau, théâtre de l'Œuvre
- 1940 : Le Bossu de Paul Féval et Auguste Anicet-Bourgeois, mise en scène Robert Ancelin, théâtre de la Porte-Saint-Martin
- 1941 : Le Maître de forges de Georges Ohnet, mise en scène Robert Ancelin, théâtre de la Porte-Saint-Martin
- 1941 : Les Deux Orphelines d'Adolphe d'Ennery et Eugène Cormon, mise en scène Robert Ancelin, théâtre de la Porte-Saint-Martin
- 1941 : Une femme qu'a le cœur trop petit de et mise en scène Fernand Crommelynck, théâtre de l'Œuvre
- 1945 : L'Agrippa ou la folle journée d'André Barsacq, mise en scène André Barsacq, théâtre de l'Atelier
- 1948 : Domino de Marcel Achard, théâtre de la Potinière
- 1951 : Cucendron ou la pure Agathe de Robert Favart, mise en scène Christian-Gérard, théâtre Saint-Georges
- 1952 : Monsieur conte fleurette de Marcel Jullian, théâtre La Bruyère
- 1954 : Le Marché aux puces d'André Gillois, mise en scène Jean-Pierre Grenier, théâtre des Célestins
- 1957 : Un Français à Moscou de Pol Quentin, mise en scène Jacques Charon, théâtre de la Renaissance
- 1967 : Jeux pour le ciel d'Étienne Bor, mise en scène Jacques Ardouin, théâtre du Vieux-Colombier
- 1973 : Le Paysan parvenu d'Albert Husson d'après Marivaux, mise en scène Jean Meyer, théâtre des Célestins